# Periaptodes lictor
Periaptodes lictor là một loài bọ cánh cứng trong họ Cerambycidae.